# Kittost

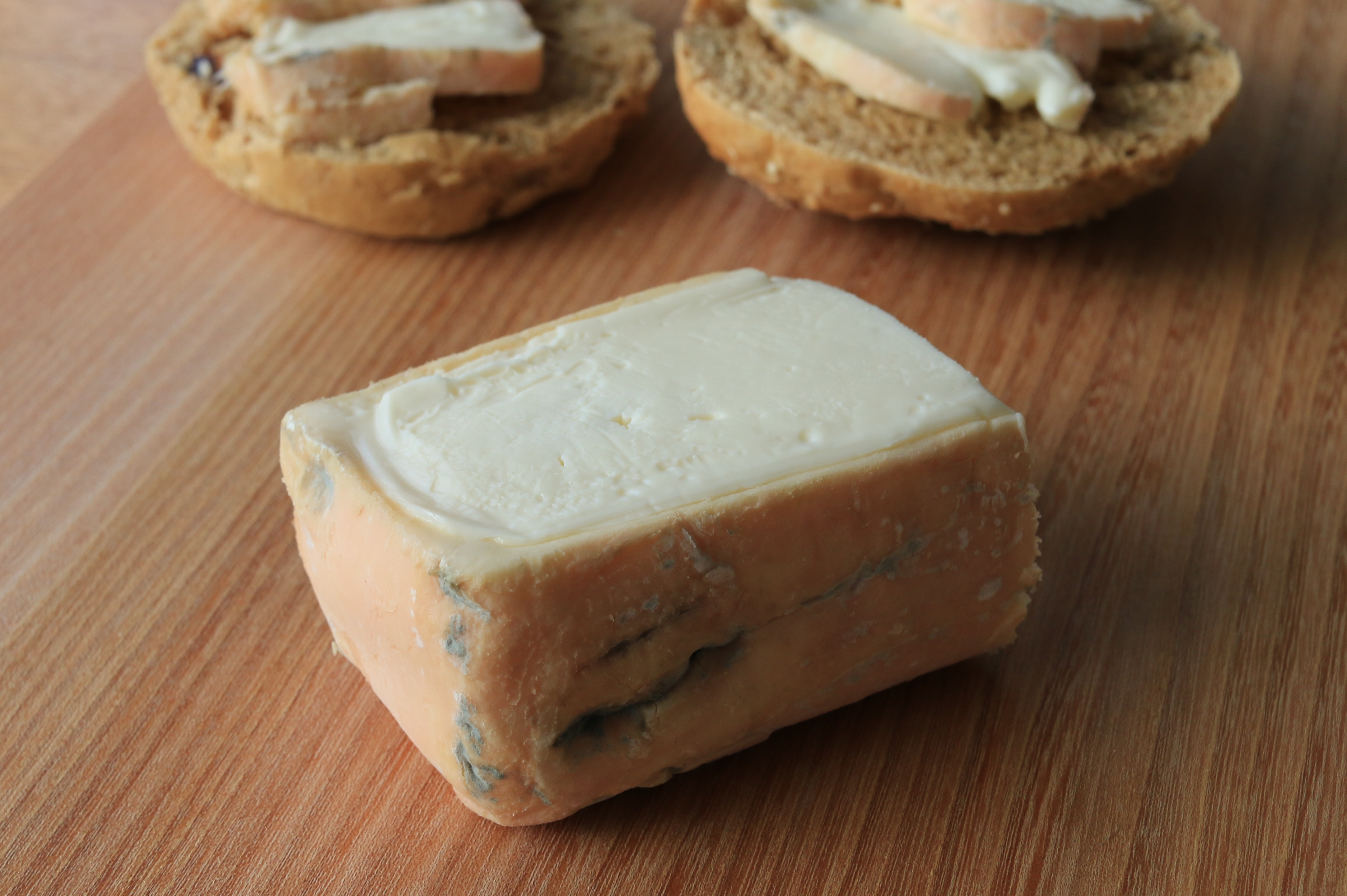
Taleggio kittost

Kittost är en typ av ost som under lagringen fått en speciell behandling och bildat ett ”kitt” på ostens yta. Osten får omväxlande saltbehandling och kittbehandling under en period på cirka fyra veckor. Kittbehandlingen består i att man doppar osten – som först fått torka efter besöket i saltlaken – i en behållare med speciella jäst- och bakteriekulturer uppblandade i syrad skummjölk. Detta ger osten en speciell smak.
Kittostar finns i form av pressade hårdostar och kan även tillverkas genom pâte molle, det vill säga att ostmassan varken pressas eller hettas upp. Vissa ostar som till exempel Grain d'Orge har tvättats med calvados under lagringen.
Port Salut och Ambrosia är två svenska kittostar.